# Loboplusia
Loboplusia là một chi bướm đêm thuộc họ Noctuidae.

## Loài
- Loboplusia vanderweelei Roepke, 1941